# Кофанов, Николай Ильич
Николай Ильич Кофанов (22 мая 1943, Горьковская область — 30 декабря 1998, Санкт-Петербург) — советский и российский художник, иллюстратор, экслибрисист.

## Биография
Николай Кофанов родился 22 мая 1943 года в деревне Осетрово Горьковской области РСФСР, провёл детство в городе Горьком (Нижний Новгород). С 1959 по 1961 год учился в Горьковском художественном училище на отделении живописи, с 1965 по 1970 год — в Ленинградском государственном университете на факультете филологии. С 1970 по 1978 год проживал в городе Кемерово, после чего переехал в Ленинград.
C 1971 года принимал участие в выставках. С 1984 года являлся членом Союза художников России. Изучив технику шелкографии, с 1985 по 1990 год преподавал её на графическом факультете Академии художеств им. И. Е. Репина. Работал в области тиражной графики, используя технику ксилографии, офорта, литографии, шелкографии, линогравюры и цветной линогравюры.
В конце жизни Николай перенёс инсульт, получал пенсию по инвалидности. Его художественная мастерская сгорела, и в огне были утрачены многие из начатых и уже законченных работ. Скончался Николай Кофанов 30 декабря 1998 года. Похоронен на Ковалёвском кладбище Санкт-Петербурга.

### Семья
Жена — Любовь Степановна Пушкарёва, кандидат филологических наук, доцент Санкт-Петербургского государственного университета культуры и искусств.
Сын Алексей родился 10 ноября 1971 года в городе Кемерово. Алексей Кофанов является певцом, гитаристом, композитором, художником и литератором. Некоторые из его произведений, а также самоучители «Книга о гитаре» и «Сочинение музыки», выпущены издательством «Композитор». Алексей Кофанов разработал свою собственную методику преподавания игры на гитаре и вокала. Является дипломантом конкурса эстрадной песни «Кумиры 21-го века». Сочинил около 200 песен в различных стилях. Является членом Союза художников России c 1998 года. Автор романов, повестей, рассказов и стихов.

## Деятельность
Николай Кофанов создал около 300 экслибрисов. Являлся автором оформления приблизительно 40 книг и миникниг, хотя всегда стремился стать свободным художником. Его самобытные и «полные внутреннего света городские пейзажи» получили известность, как «кофановская северная пальмира». Николай Кофанов — автор циклов гравюр, таких как «Сибирские мотивы», «Дни творения», «Петербург Достоевского», «Литературные места Петербурга», «Легенда о граде Китеже». Будучи глубоко верующим человеком, выполнил ряд работ на религиозную тематику. В 1994 году по приглашению русского православного монастыря выставлял свои работы в Лос-Анджелесе.
Цикл «Легенда о граде Китеже» занимает значимое место в творческой деятельности Николая Кофанова. Линогравюры этого цикла были представлены на многих выставках, а сам Николай писал в своём дневнике:

Когда работаю над «Китежем», я ухожу мыслями не только в прошлое, но и в будущее: как дальше будет жить эта легенда на Руси, в Европе, на планете? Не текст, написанный в XVII веке старообрядцами, а само понятие, символ, объединяющий Россию и русский характер.
Николай Кофанов также занимался литературной деятельностью: писал рассказы, повести, статьи об искусстве, литературоведческие исследования и научные работы. В 1993 году в Санкт-Петербурге издал сочинения «Развязать узелки памяти». В следующем году в сборнике работ Сыктывкарского университета им было издано литературоведческое исследование «Цвет в произведениях Л. Андреева и в живописи экспрессионистов».
Многие работы Николая Кофанова хранятся в частных коллекциях и музеях по всему миру.

### Работы
Среди работ Николая Кофанова можно отметить следующие:

| Живопись - Осень на Крюковом канале - Над озером - Горящие сосны. Закат - Радуга над Невой - Зима на канале - Ночной сквер - Петербургская ночь - Канал Грибоедова. Зима | Графика - Пантелеймоновская церковь - Певческий мостик - Ростов Великий - Панорама Дворцовой площади - Летний дворец Петра - Съездовская линия - Спуск к Неве. Лев - На канале Грибоедова |

## Комментарии
1. ↑  В 1991 году в Ленинграде издана книга «Петербург Достоевского. Гравюры на дереве Николая Кофанова».
2. ↑  В 1993 году издательством Хронограф была издана книга «Легенда о граде Китеже: памятник старой Нижегородской литературы в гравюрах Николая Кофанова». Автор: Т. В. Черторицкая; 39 стр.